# 南坑乡
南坑乡，是中华人民共和国江西省赣州市兴国县下辖的一个乡镇级行政单位。

## 行政区划
南坑乡下辖以下地区：
南坑村、楼溪村、富兴村、富宝村、郑枫村和中叶村。